# Promoteur (biologie)
Pour les articles homonymes, voir Promoteur.
Un promoteur, ou séquence promotrice, est une région de l'ADN située à proximité d'un gène et indispensable à la transcription de l'ADN en ARN. Le promoteur est la zone de l'ADN sur laquelle se fixe initialement l'ARN polymérase, avant de démarrer la synthèse de l'ARN. Les séquences promotrices sont en général situées en amont du site de démarrage de la transcription. Un promoteur est aussi constitué de plusieurs séquences régulatrices de l'expression du gène, soit spécifiques à un tissu ou groupe de tissus, soit ubiquitaires, c'est-à-dire les mêmes pour tous les tissus. Au niveau du gène on trouve aussi des fonctions protéiques ou fonctions de transcription qui interagissent avec ces séquences régulatrices pour moduler l'expression du gène. Le promoteur se trouve avant l'exon 1.
La fixation et l'activation de l'ARN polymérase sont contrôlées par des facteurs de transcription (éléments trans-régulateurs) qui se fixent au niveau de séquences cis-régulatrices spécifiques classiquement appelées « enhancer » et « silencer », situées à des distances variables du site de démarrage de la transcription. Les facteurs de transcription peuvent être soit des activateurs, soit des répresseurs de la transcription. Par ailleurs, l'ADN n'est pas libre dans le noyau mais enroulé en une structure particulière appelée nucléosome et associée à des protéines non-histones. L'état de condensation de cette structure chromatinienne au niveau des promoteurs des gènes conditionne leur transcription.
À partir de l'analyse de la séquence de différentes régions promotrices, des séquences consensus ont été établies, dont il existe plusieurs sortes. La première séquence découverte chez les procaryotes est la « Boîte C » ou boîte de Pribnow, équivalente de la boîte TATA chez les eucaryotes. Cette séquence, dont le consensus est TATAAT est localisée 10 nucléotides en amont du site de démarrage de la transcription.
Ces séquences sont utilisées pour la prédiction de gènes.

## Séquences promotrices procaryotes
```
   
<--
 amont                                                aval 
-->

5'-XXXXXXXPPPPPXXXXXXPPPPPPXXXXGGGGGGGGGGGGGGGGGGGGGGGGGGGGGGGGGGGGGGGGGGGGGGGGGGGGGXXXX-3'
           -35       -10       gène d'intérêt
```

Les promoteurs bactériens canoniques sont composés de deux "boites" de séquences conservées : la boite -35 et la boite de Pribnow ou boite -10, située respectivement environ 35 et 10 nucléotides en amont du premier nucléotide transcrit de l'ARN. L'espacement optimal entre les régions -35 et -10 est de 17 nucléotides. Les deux séquences canoniques qui sont récapitulées ci-dessous sont plus ou moins conservées, ce qui constitue un moyen de moduler l'intensité de la transcription. Les promoteurs forts sont très proches de la séquence idéale, les promoteurs faibles s'en éloignent plus.

### Probabilité d'observation pour chaque nucléotide
```
 séquence en -10
 T     A     T     A     A     T
77 %  76 %  60 %  61 %  56 %  82 %
```

```
 séquence en -35
 T     T     G     A     C     A
69 %  79 %  61 %  56 %  54 %  54 %
```

## Séquences promotrices eucaryotes

L'organisation des séquences promotrices est très différente entre les procaryotes et les eucaryotes. Elle est beaucoup plus complexe chez les eucaryotes.
On distingue plusieurs éléments principaux sur le promoteur des ARNm eucaryotes (core elements) :
- le TFIIB Recognition Element (BRE) en 5' du site d'initiation de la transcription ;
- la boîte TATA, en 5' du site d'initiation de la transcription et en 3' de BRE, entre les positions -23 et -33 ;
- la séquence Inr, ou initiator, correspondant au site d'initiation de la transcription ;
- le motif ten element (MTE), en 3' du site d'initiation de la transcription ;
- le downstream promoter element (DPE) en 3' du MTE.

Ces éléments ne sont cependant pas observés dans l'ensemble des promoteurs eucaryotes et ne sont pas nécessaires à l'initiation de la transcription.